# Lidl Unihockey Prime League der Frauen
Die Lidl Unihockey Prime League Women (L-UPL Women) ist die höchste Spielklasse im Schweizer Unihockey der Damen auf dem Grossfeld. Die nächsttiefere Liga ist die Nationalliga B. Nachdem die erste Saison der Herren bereits 1983 durch den Landhockeyverband ihren Spielbetrieb aufnahm, startete die erste der Frauen erst 1987. Zwischen 1995 und 2007, sowie von 2013 bis 2022 hiess sie Nationalliga A (NLA), von 2007/08 bis 2012/13 hiess die höchste Liga der Schweiz Swiss Mobiliar League (SML), benannt nach der Versicherungsgesellschaft Schweizerische Mobiliar, dem damaligen Hauptsponsor. Ab der Saison 2022/23, mit dem Einstieg des deutschen Discounter-Konzerns Lidl als Hauptsponsor, heisst sie Lidl Unihockey Prime League. Die L-UPL der Frauen bestand zwischen 2007 und 2017 aus acht, sonst aus zehn Mannschaften.
In den bisherigen 38 Spielzeiten (inklusive der aufgrund der Corona-Pandemie abgebrochenen Saison 2019/20) konnten lediglich drei Teams die Schweizer Meisterschaft erlangen: 
- Red Ants Rychenberg Winterthur (HC Rychenberg Winterthur) (18)
- UHC Kloten-Dietlikon Jets (UHC Dietlikon) (11)
- Piranha Chur (BTV Chur) (8).

## Teilnehmer 2024/25
In der Saison 2024/25 sind zehn Mannschaften in der L-UPL vertreten.
- Kloten-Dietlikon Jets
- Skorpion Emmental Zollbrück
- Zug United
- piranha chur
- Wizards Bern Burgdorf
- Unihockey Berner Oberland
- Red Ants Winterthur
- UHC Laupen
- Floorball Riders Dürnten-Bubikon-Rüti
- WASA St. Gallen Unihockey